# 马尔默
马尔默是瑞典的第三大城市，位于斯科讷省的最南部，波羅的海海口，憑海與哥本哈根相望。人口为31萬8100人。马尔默为斯堪的纳维亚最古老和最工业化的城市之一，在最近几十年逐漸步入后工业社会。
該城有许多古老的建筑和公园，和許多不同的商店，是很熱門的购物地點。过去的几十年间，随着马尔默大学逐漸擴大，該城逐漸成為一大學城。該城人民對教育，艺术和文化亦有所重視。

## 历史

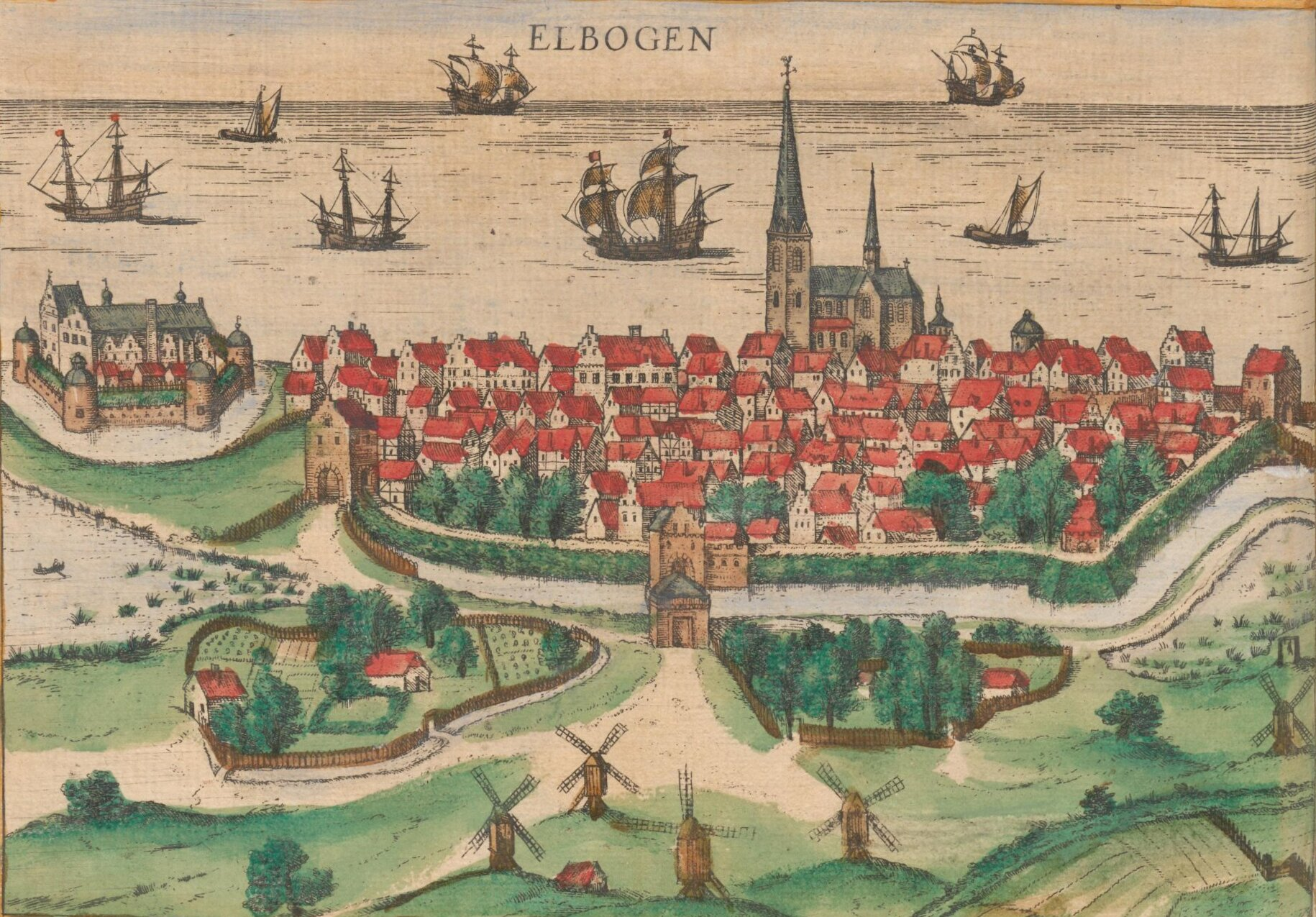
Malmö 1594年在一本德文地图书上。马尔默城堡在左边远处。教堂的尖顶是圣彼得教堂

根據口耳相傳，马尔默由丹麦于1275年建立，原先作為隆德大主教辖区西南20公里處的新碼頭以應付逐漸增加的人口。該城原名為Malmhaug，是古丹麥語中「沙滩」的意思。
15世纪時，马尔默人口大约为5,000人，當時馬爾默不僅是厄勒海峡地区最重要的城市，也是丹麦最大和最繁忙的城市之一。馬爾默屬於汉萨同盟共同市場，並以青鱼渔业著名。1434年，馬爾默市的南部沙灘處新建起了一所要塞，這個要塞如今依然存在，稱為马尔默城堡。不過現在的馬爾默城堡其實是16世纪中葉時加固、整修的成果，並不是原來的样子。
1437年，馬爾默被波美拉尼亚的埃里克国王攻下。原本埃里克的軍隊指控制馬爾默一市，日後隨著時間演進，這支以红色狮鹫為纹章的队伍，逐漸得到整個斯科讷的掌控權。今天的馬爾默市徽仍然以埃里克軍隊的紋章作為市徽。

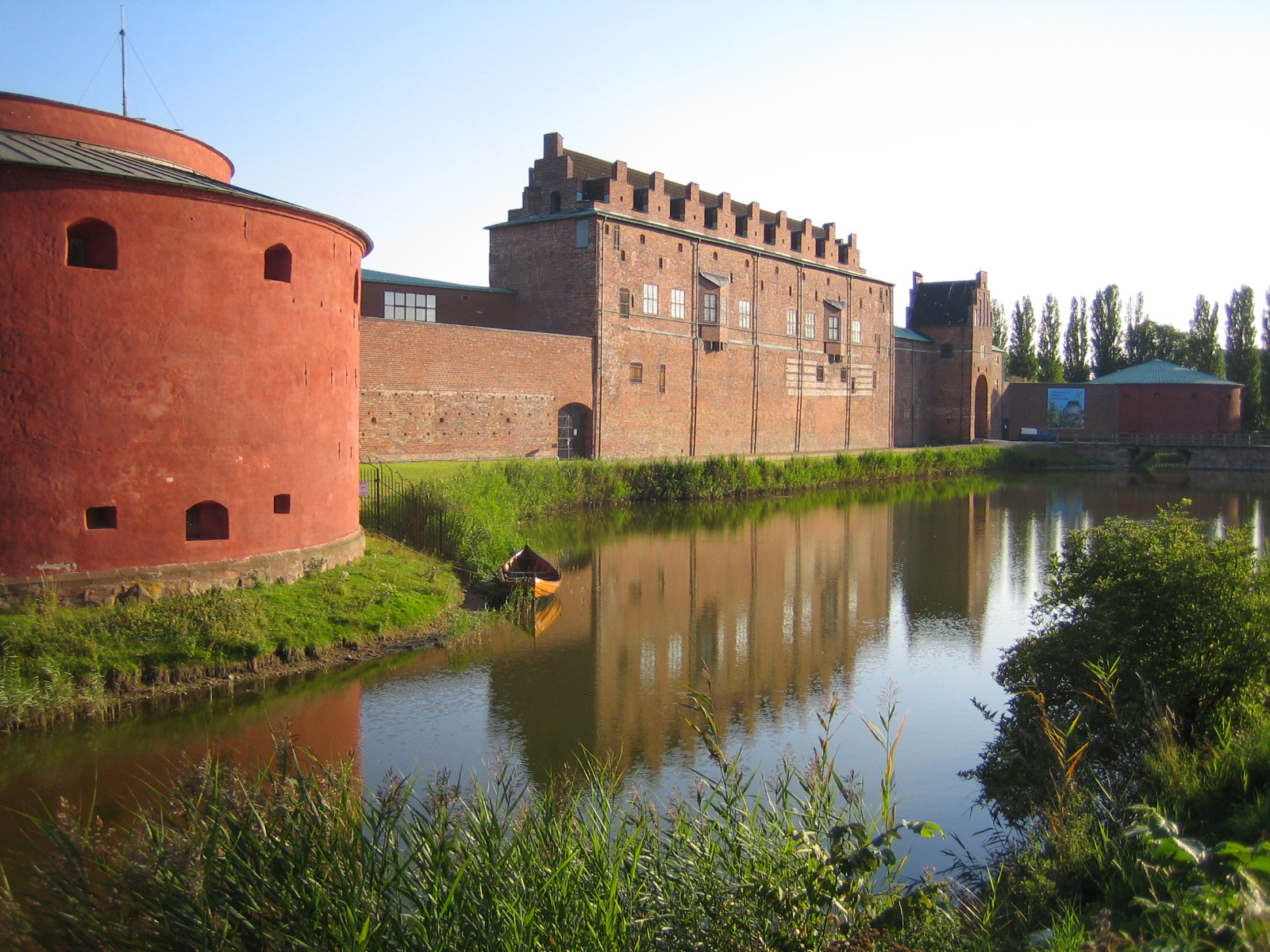
马尔默城堡，现在的马尔默博物馆

在宗教改革的浪潮中，信义宗（路德教会）的教义在16世纪開始在該地流行，马尔默是斯堪的纳维亚地区首先徹底改信的城市之一（1527年－1529年）。

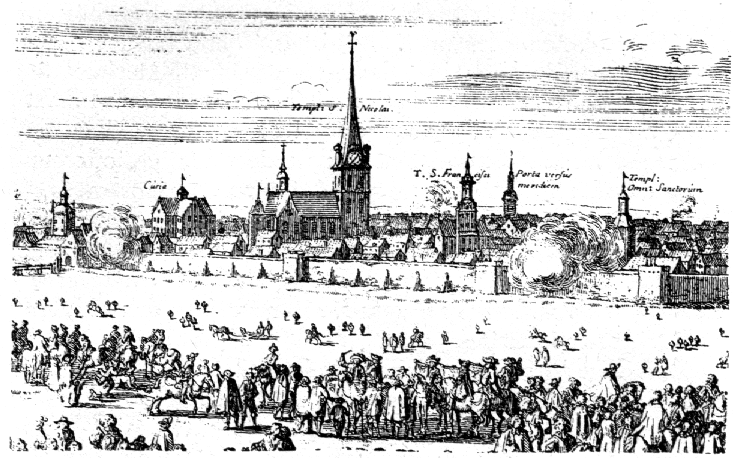
埃里克1658年描绘的马尔默

1658年，罗斯基勒条约签订，馬爾默和斯科讷地区被丹麥割讓給瑞典。但丹瑞兩國之争并没有随該條約之结束，在1677年6月，14,000丹麦军队在马尔默设下了包围圈，历时一个月，但是没有征服它。
18世纪初期，马尔默大概有2,300位居民。但是後來因大北方戰爭和瘟疫，人口在1728年降到了1,500人。直到18世纪末期现代港口建造前，人口一直没有太大增长。現代港口建成後之后城市开始扩张，到1800年一共有38,054位居民。
1850年代到70年代，瑞典南部铁路线的建成使马尔默得到了巨大的发展，顯著地推動了當地工業的發展。工业在接下来的150年中一直是马尔默的主要产业。
1870年代，马尔默追上了北雪平，成为瑞典第三大居住城市。1900年，马尔默的人口达到了60,000人，更巩固了这个地位。 

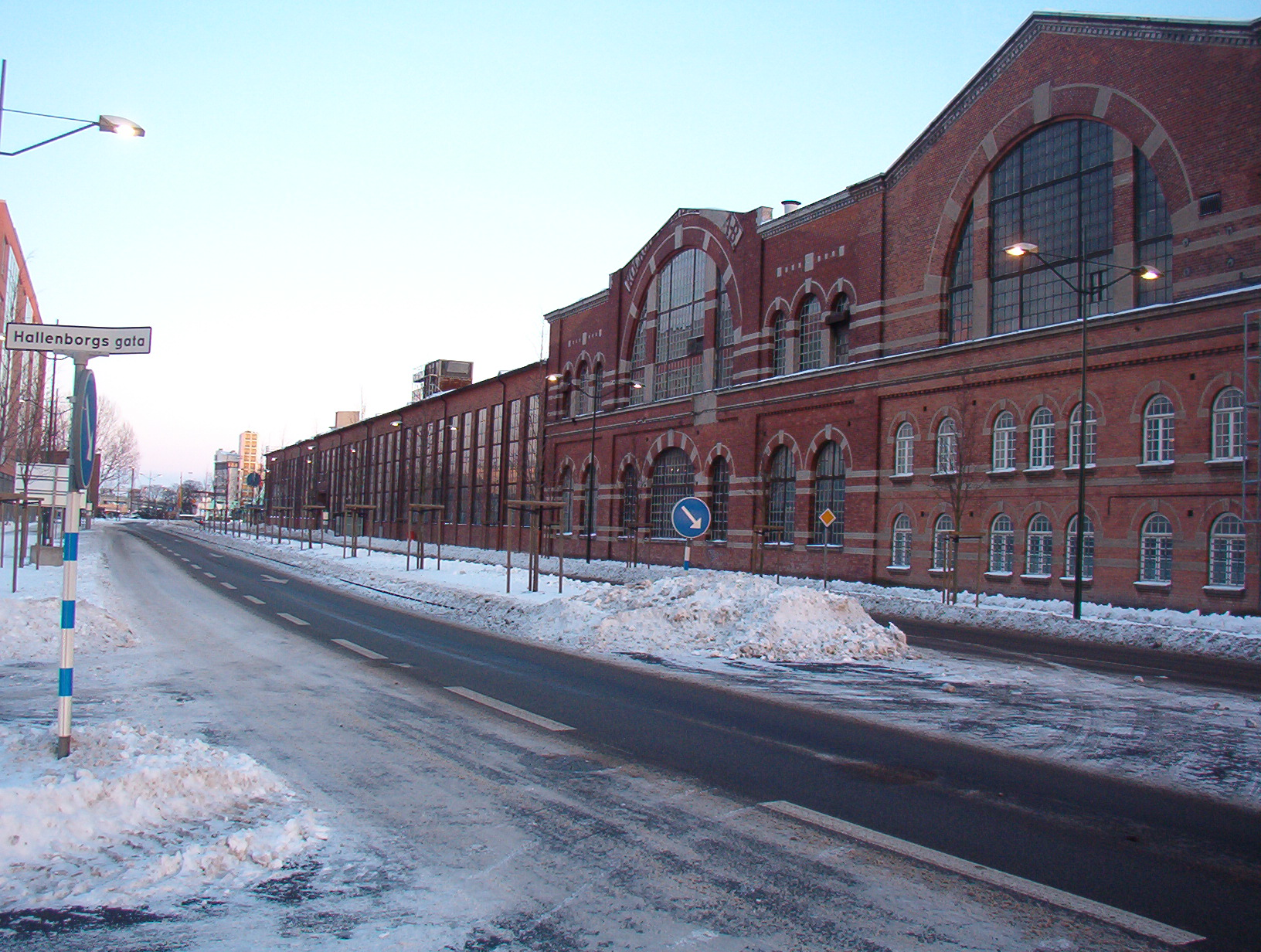
古老的玻璃厂和机器作坊

到了20世纪前半世纪，马尔默发展開始加速。人口很快在1915年达到了100,000人，在1952年达到了200,000人。考庫姆造船是當地最大的企業，并且是當時世界上最大的造船所之一。1971年，马尔默人口达到265,000人，之後人口增長停滯，在30多年内没有超过这个数字。在1970到1980的瑞典工商业衰退时期中，當地工业遭受了严重的困难。造船业和手工业更是受到猛烈的打击。80年代中期考庫姆关闭，使城市失去了一个最大的雇主（造船所的旧址现為马尔默大学校地）。當時，有很多中产阶级家庭搬到周边地区的独立别墅，如Vellinge区和Lomma区，那些地現在区逐渐已经成为中上阶级的社区。
1985年，马尔默减少了35,000位居民，总人数降到了229,000人。然而，困难才刚刚浮出水面。在1990－95年间马尔默减少了27,000个就业機會，使经济形势严重紧张化。面對城市的蕭條，在2001年，马尔默采取了发展海滨住宅的计划。2001年，市政府在已经废弃的西南部港口，举行了一个城市建筑博览会（Bo01）。之後，目标客户是城市中产阶级的新公寓和新别墅開始逐漸被建造起来，並成为該市的新興社区。
幸亏有了政府资助的几个工程，马尔默从1995年开始显露出现代的样子。马尔默是瑞典所有城市里面非斯堪的纳维亚人比例最高的城市。这使得城市有很严重的社会分化和高失业率。

## 地理

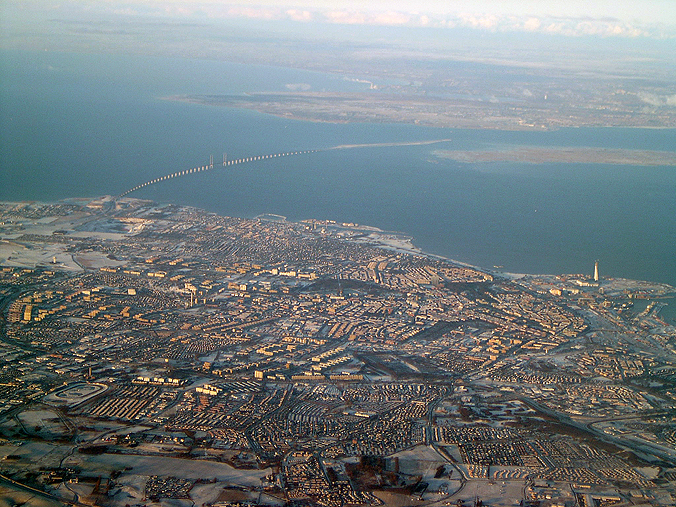
马尔默和厄勒海峡

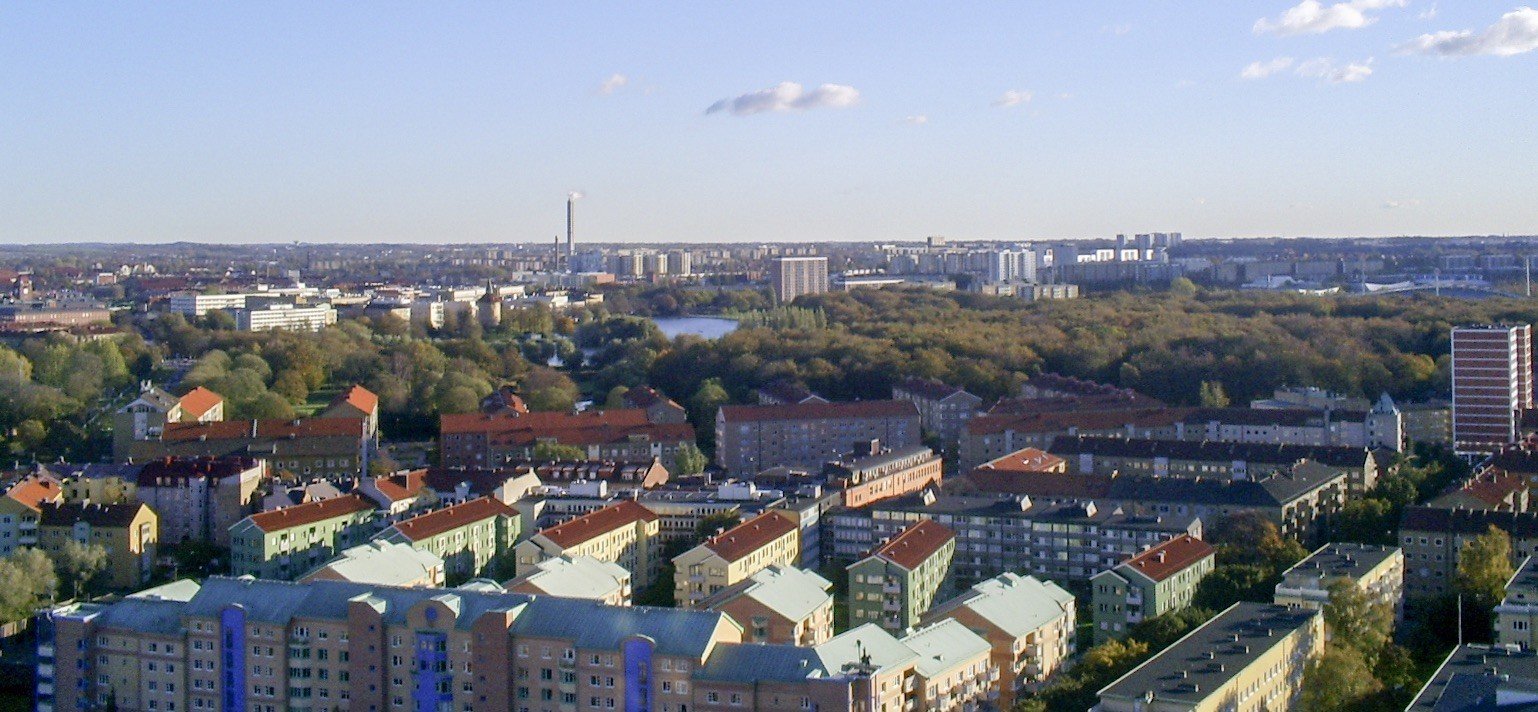
马尔默南面风光

马尔默位于东经13°00'，北纬55°35'。它位于瑞典的最南部，因此它离意大利的米兰比离瑞典最北面的城市基律纳(KIRUNA)更近一些，也使城市更接近欧洲大陆风格，同时也有更温暖的气候。
马尔默是橫跨丹麥與瑞典的厄勒海峡地区的一部分。2001年，横跨厄勒海峡到哥本哈根，全长16公里的厄勒海峡大橋落成，該橋橋塔最高高度为204.5公尺。在大橋通車之後，除了北面赫尔辛堡到赫尔辛格的渡口外，大部分渡口都废弃了。

### 交通
馬爾默的区域列车每隔20分钟通过大桥连接马尔默與哥本哈根地铁。馬爾默聯絡斯德哥尔摩、哥德堡和卡尔玛的主要長程運輸主要仰賴X2000列车和城际列车。上述所有列车都在哥本哈根机场停靠。
2005年3月，一条名为马尔默城市隧道的新的铁路开始修建。隧道从马尔默中央火车站地下到Hyllie牧场，连接到了厄勒海峡大桥，有效地使马尔默从终点站改变为中转站。
除了厄勒海峡大桥提供了便利交通的哥本哈根机场外，马尔默也有自己的一个小的机场，马尔默机场。今天主要服务于廉价航空，包机路线和瑞典国内航线。
高速公路系统和厄勒海峡大桥合成一体，欧洲E6公路穿过大桥沿着瑞典西海岸从马尔默－赫尔辛堡到挪威的巴伦支海边上的城市希尔内斯科。從延雪平到斯德哥尔摩的欧洲E4公路从赫尔辛堡开始。
马尔默有两条环路，内环路和外环路。

### 气候
在马尔默所在的斯堪那沿岸，属于温带气候，根据柯本气候分类法則是海洋性温带气候的一部分。馬爾默在最温暖的月份平均温度超过10 °C (50 °F)，在最寒冷的月份平均温度超过-3 °C。
| 马尔默                                  | 马尔默   | 马尔默   | 马尔默   | 马尔默   | 马尔默   | 马尔默   | 马尔默   | 马尔默   | 马尔默   | 马尔默   | 马尔默   | 马尔默   | 马尔默      |
| 月份                                    | 1月      | 2月      | 3月      | 4月      | 5月      | 6月      | 7月      | 8月      | 9月      | 10月     | 11月     | 12月     | 全年        |
| --------------------------------------- | -------- | -------- | -------- | -------- | -------- | -------- | -------- | -------- | -------- | -------- | -------- | -------- | ----------- |
| 平均高温 °C（°F）                       | 2 (36)   | 2 (36)   | 5 (41)   | 10 (50)  | 16 (61)  | 20 (68)  | 21 (70)  | 21 (70)  | 17 (63)  | 12 (54)  | 7 (45)   | 4 (39)   | 11.4 (52.5) |
| 平均低温 °C（°F）                       | −3 (27)  | −3 (27)  | −1 (30)  | 2 (36)   | 7 (45)   | 11 (52)  | 13 (55)  | 12 (54)  | 10 (50)  | 7 (45)   | 3 (37)   | −1 (30)  | 4.8 (40.6)  |
| 平均降水量 mm（）                       | 49 (1.9) | 30 (1.2) | 40 (1.6) | 38 (1.5) | 41 (1.6) | 52 (2.0) | 61 (2.4) | 58 (2.3) | 59 (2.3) | 57 (2.2) | 61 (2.4) | 58 (2.3) | 604 (23.8)  |
| 平均降水天数                            | 17       | 13       | 14       | 12       | 12       | 12       | 14       | 13       | 14       | 15       | 17       | 16       | 169         |
| 来源：World Weather Information Service |          |          |          |          |          |          |          |          |          |          |          |          |             |

## 马尔默市镇

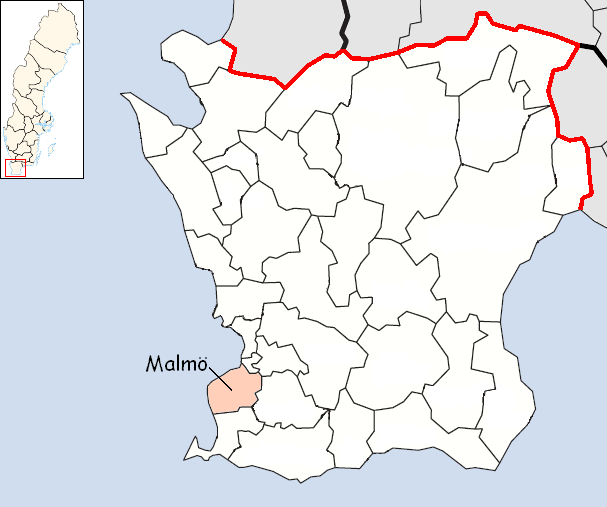
马尔默市镇在瑞典最南部斯科讷省的位置

马尔默市镇是馬爾默市所屬的的行政區劃，範圍包括马尔默市和周边地区。在所有官方的介绍里面，马尔默和其他少數瑞典市镇一样（如瑞典另外两个大都市斯德哥尔摩和哥德堡）称自己为马尔默市（瑞典语"Malmö stad"或者英语 "City of Malmö"）。然而，“市”（stad）这个词在瑞典行政管理上已经不再使用。

### 政府

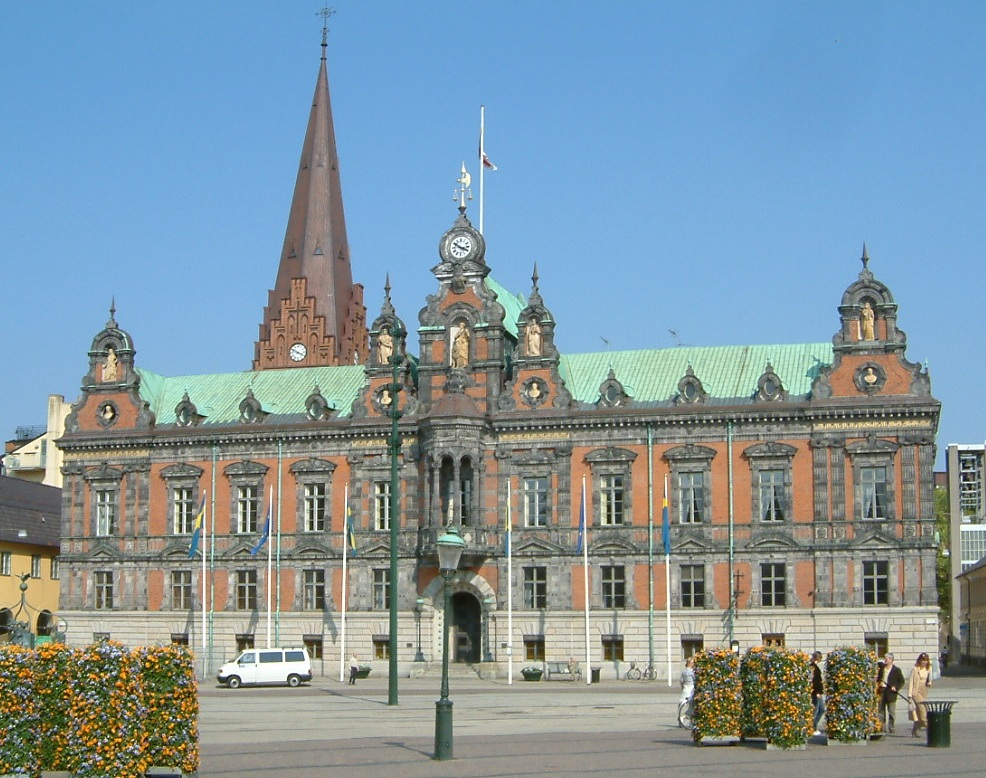
市政厅，后面是马尔默圣彼得教堂

马尔默的市政议会一共有61位委员，四年一次由选民投票产生。委员投票任命管理行政部門的官員，包括11个行政委员会成员和8个管理会委员。

## 人口
1971年后，马尔默有265,000位居民，人口在1985年降到了229,000人。之后人口开始重新增长，据2003年1月人口调查统计，达到265,481人。 预计到2010年人口将达到281,000人。 直到2006年，其中70,590人，约26%的城市人口是在國外出生的。最大的前五个移民来源国是：
1. 塞爾維亞（8,962）
2. 伊拉克（6,373）
3. 丹麦（6,497）
4. 波兰（5,654）
5. 波黑（5,502）

2005年，马尔默是瑞典第三大移民城市。

## 经济

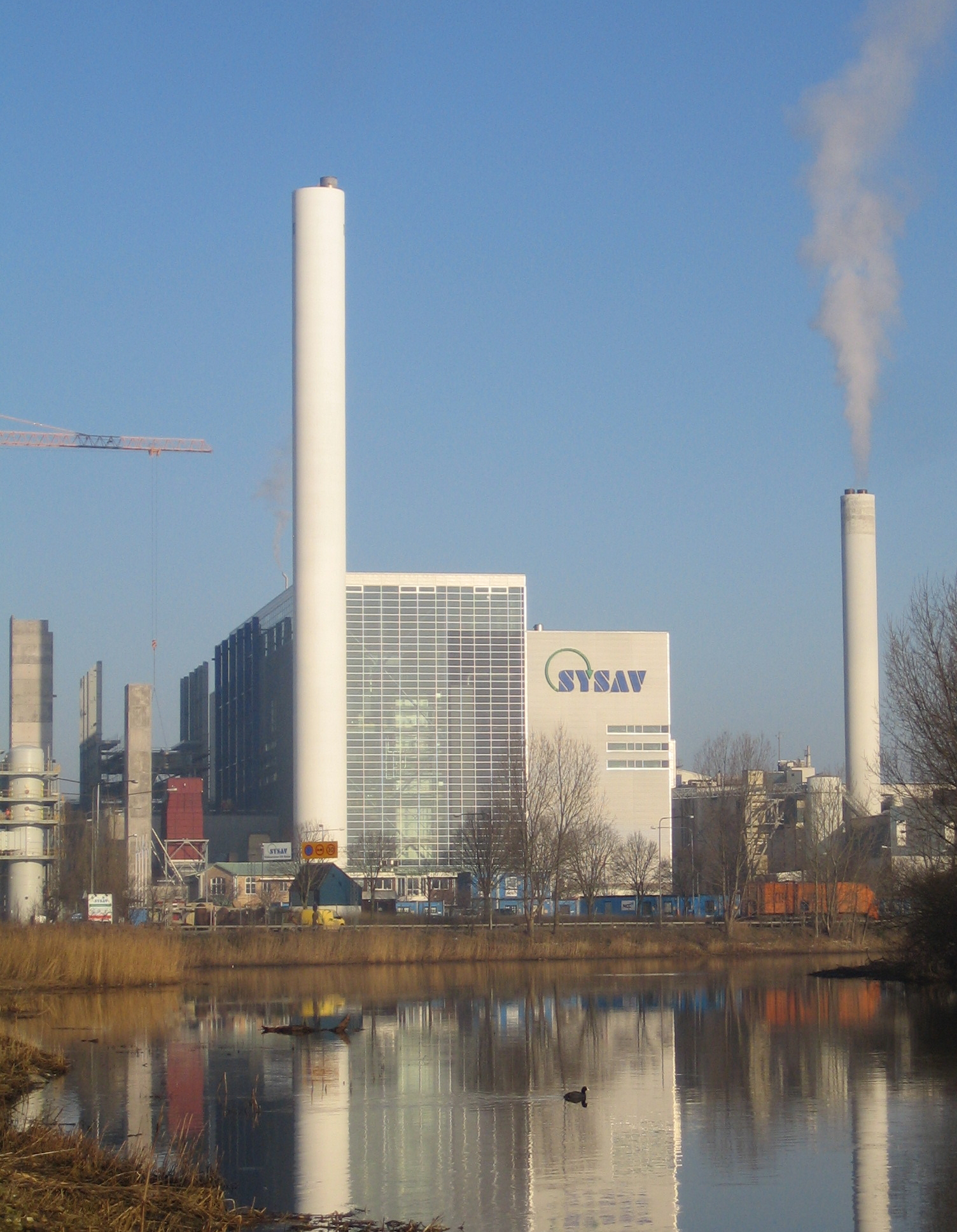
馬爾摩市Spillepengen的焚化爐

传统上，马尔默的经济是基于造船业和建筑相关行业，比如混凝土工厂。該地區傳統的领先大学位于东北方16公里的隆德，以高科技和制药工业聞名，而馬爾默一直缺乏高等的產業部門。因此，在1970年代中期產業升級後，马尔默经济遭遇了严峻的挑戰。在1900年到1995年之间，27,000人失业，财政赤字达到了数十亿瑞典克朗。1995年，马尔默达到了最高失业率。
然而，在过去的几十年间，经济开始复苏。起作用的因素是厄勒海峡大桥带来的貿易順差，建于1998年的马尔默大学和新成立的欧盟。
马尔默目前仍旧有较高的失业率，尤其在东部和南部的多种族地区。在2004年，受薪階級人口占63%，相較斯德哥尔摩为74％，歌德堡为71％。
2005年，馬爾默地區前5大公司为：
1. 斯堪斯卡建筑公司（Skanska）--  建筑公司：3,025 员工
2. ISS Facility Service AB—医疗服务，清洁等：1,725 员工
3. 西德夸夫特電力公司（Sydkraft） – 电子：1,025 员工
4. 南瑞典日報 – 报纸 1,025 员工
5. Pågen – 糕点业： 975 员工[14]

## 教育
马尔默大学成立于1998年，在瑞典大学排名第八，拥有1,300个教职工和21,000名学生。（2003年数据）另外，瑞典名校的隆德大学有一些院系设在马尔默。
- 马尔默艺术学院（Konsthögskolan i Malmö）
- 马尔默音乐学院（Musikhögskolan i Malmö）
- 马尔默戏剧学院（Teaterhögskolan i Malmö）
- 中医学院,坐落在马尔默和隆德

联合国世界海事大學也坐落在马尔默。

## 文化
波·维德伯格的吸引人的处女作电影Kvarteret Korpen (Raven's End) (1963)是关于马尔默的生动的描写，大量的篇幅关注了生活在马尔默底层的工人阶级。用幽默和敏感的手法描绘了阶级的冲突和不同时代人之间的代沟。影片曾被提名1965年奥斯卡金像奖最佳外语片奖。
1944年城市里面最悠久的一个文化中心－市立戏院举行了开幕式，有好几个厅和一个仓库，主厅是瑞典最宽敞的戏院的大厅。现在经常举行戏剧，歌剧，音乐剧，芭蕾舞剧，音乐独奏会和试验话剧。1950年代，英格玛·伯格曼是那里的导演和舞台主任，使它成为国家最有活力的场所之一。在他六十多部电影里，他挖掘了很多演员（如麥斯·馮·西度和英丽德·图林）。后期的导演包括Staffan Valdemar Holm和Göran Stangertz。
从1970年代开始，马尔默成为大量独立戏剧团体和一些音乐戏剧公司的聚居地。同时它也是大量摇滚，舞蹈，音乐活动的主办地。如在1960年代滚石乐队表演了Klubb Bongo，最近几年明星们如莫里西、Nick Cave、B·B·金和Pat Metheny经常访问这个城市。
当代艺术的Rooseum中心，成立于1988年，由瑞典艺术收藏家和金融家Fredrik Roos创办，位于建于1900年的前发电所里面，在1980年代到1990年代之间是关于欧洲关于当代艺术最重要的中心之一。2006年，大量的展品被拍卖，博物馆暂停开放，博物馆将来的基金和位置至今没有确定。
马尔默的歌剧在瑞典是家喻户晓的，有相当多歌剧家，音乐家，演奏家曾经在那里表演。

### 建筑
马尔默最古老的部分建造于1300年到1600年之间，在第一次扩张的时期。迄今为止，在城中心仍然保留了街道的布局，和一些古老的房子。
在之后几个实际的经济衰退期过后，下一次发展时期是在19世纪中期，使马尔默变成了一个现代石头和砖瓦的城市。马尔默是1930年代瑞典受实用主义现代建筑风格影响的城市之一。1965年左右，政府开始了百万工程，旨在瑞典的主要城市的郊区提供舒适的公寓。不过这个时期在城市的中心也有很多地方重建或拆除。
近些年，可以看到更多大胆的建筑。西部的港口曾经是重工业的主要场所，但是在2001年重建，成为马尔默最高级的居住区，包括最高级独特的建筑群的Bo01区。临近的旋轉中心，一座特别的螺旋状的摩天大楼，高度为190米（623英尺）。

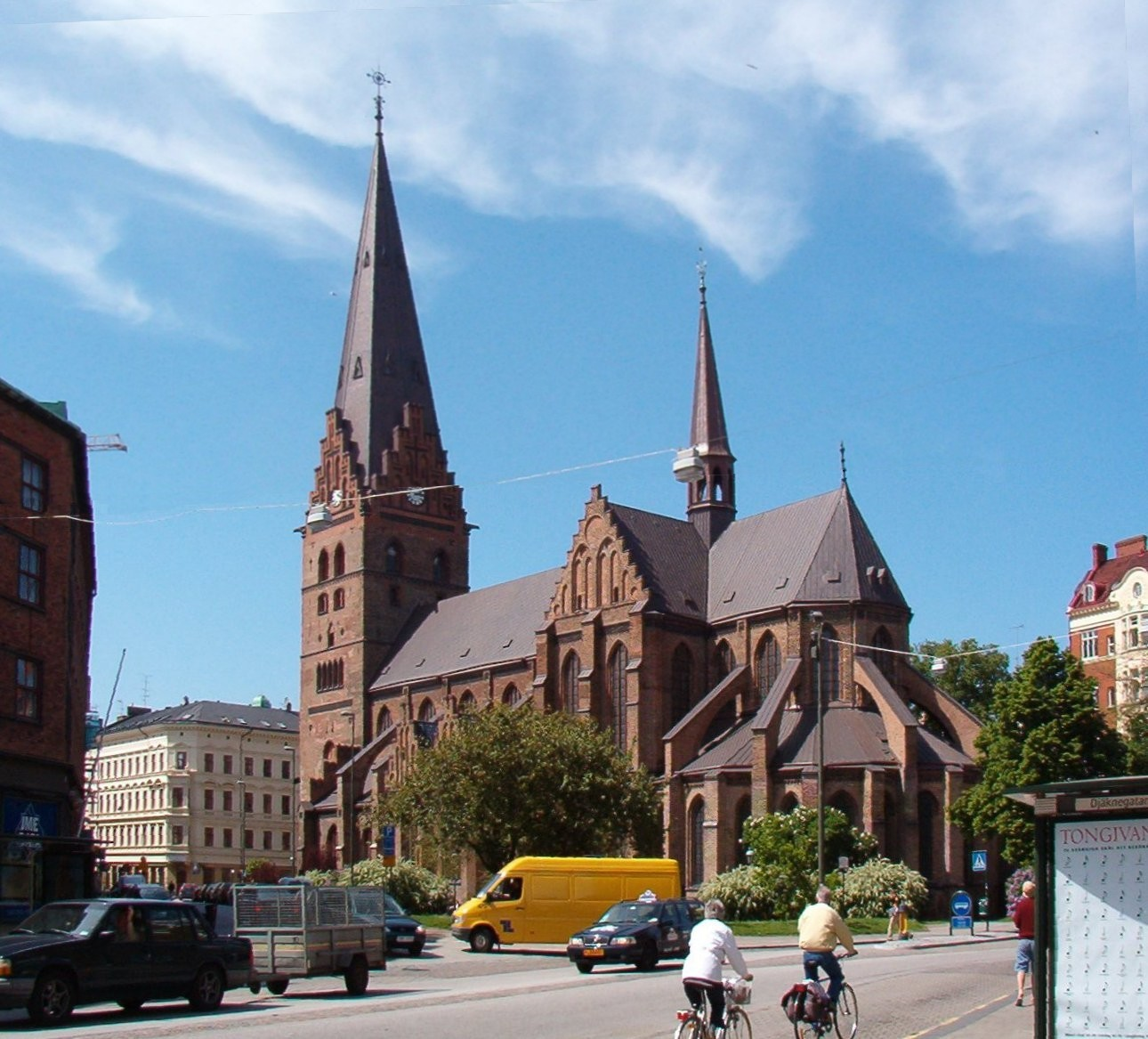
马尔默圣彼得教堂，13世纪
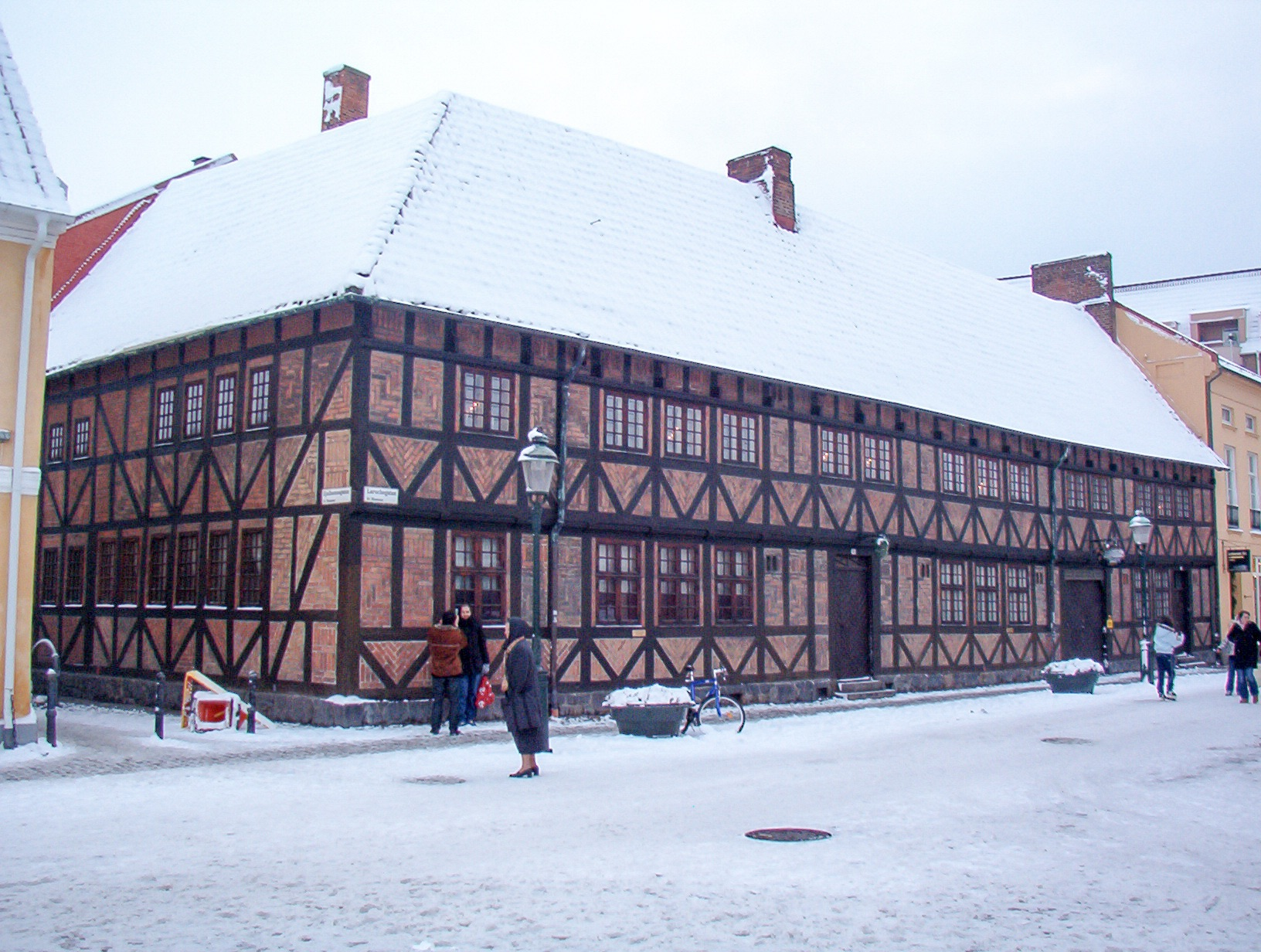
马尔默市中心，17世纪
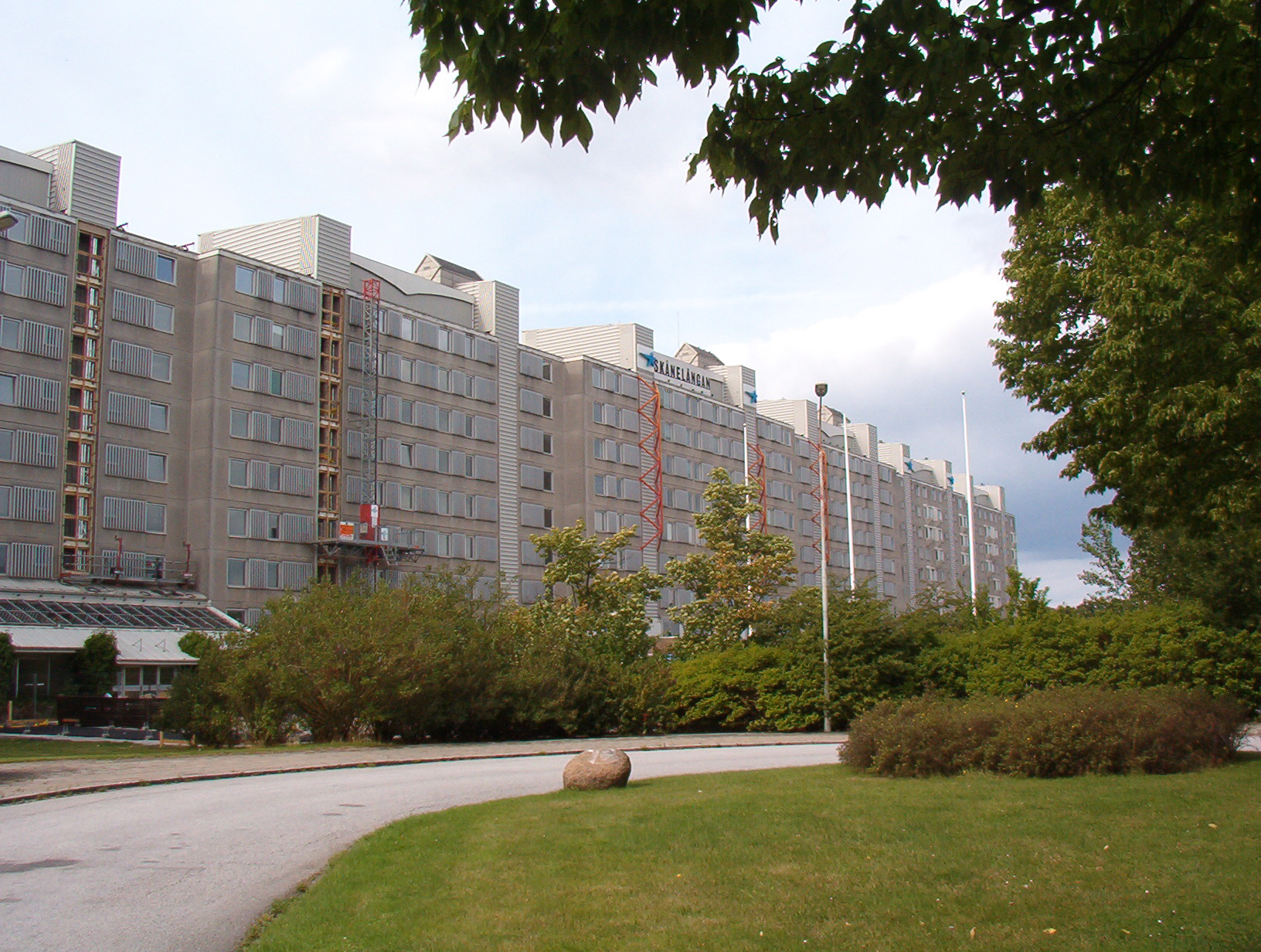
玫瑰园街区的公寓
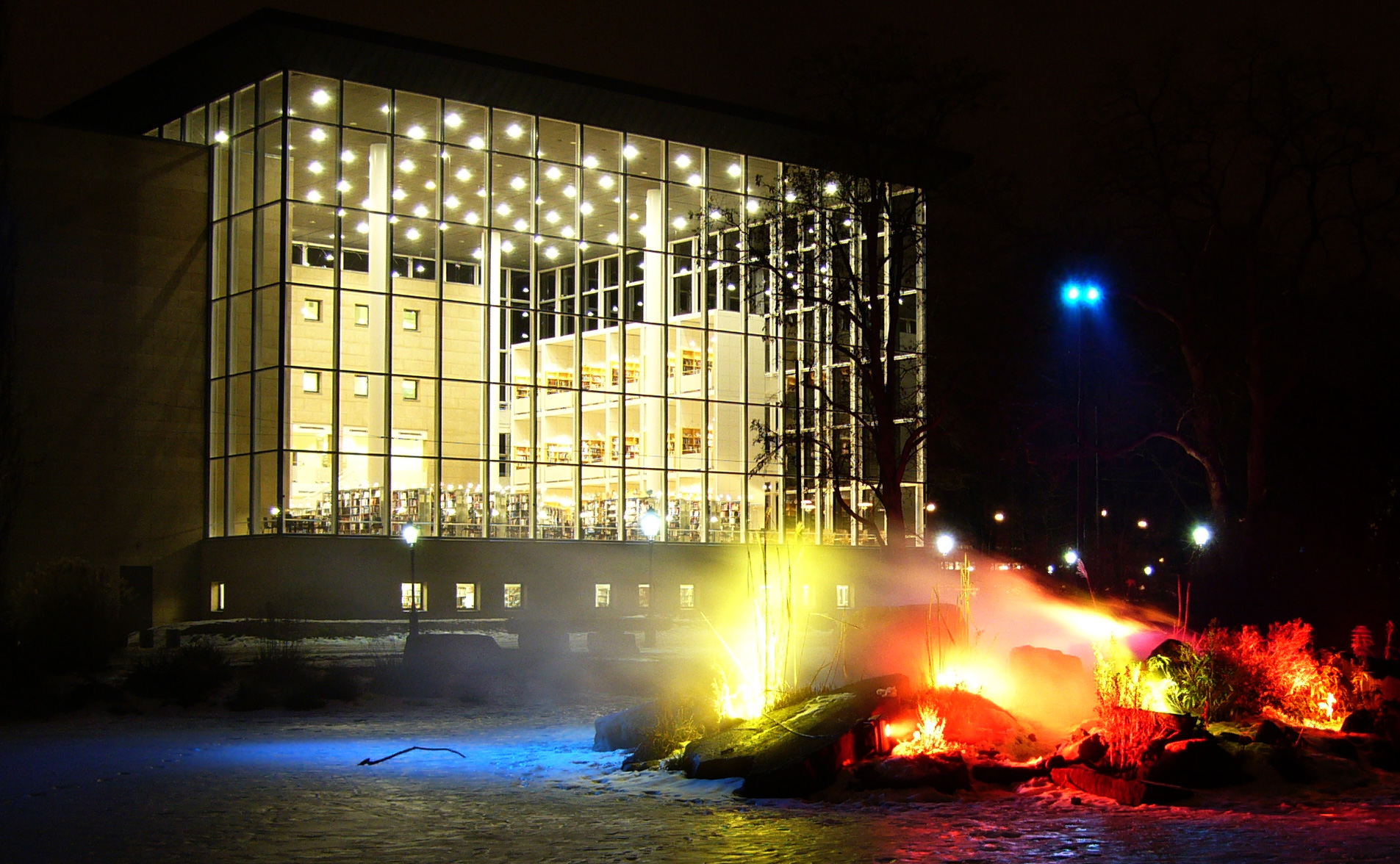
马尔默城市图书馆

- 参考: Tykesson (1996) [15]， 马尔默建筑风格 [16]

### 其它名胜
Ribersborg海滩位于西面的港口，是一个人工沙滩，沿着马尔默海岸线伸展。有一个于1890年开放的露天浴场，一年四季都有人在那里游泳。
西面海港的长长的用木板铺成的散步道已经成为马尔默居民夏天最爱去的地方，也是游泳的好去处。

### 活动
每年的8月的第三周是马尔默节，瑞典语Malmöfestivalen，大街小巷都是各种不同的美食和活动。
BUFF电影节，国际儿童和青年电影节， 每年三月是在马尔默举行。
马尔默也是1992年欧洲电视网歌唱比赛（Eurovision）的举办地，之前一年瑞典获得了冠军。

### 媒体
南瑞典日報，创建于1870年，直到2000年一直是马尔默唯一的全版的日报，同时也是本地最大雇主之一（见#经济一节）。它的平均发行量为130,000。除了南瑞典日報外，马尔默还有几家媒体公司，大部分是免费的报纸，主要介绍本地的娱乐，音乐，时尚等（如City，.SE，Rodeo，Metro和Nöjesguiden）。
马尔默有一家斯科讷地区性电视台和广播电台，范围覆盖大部分斯科讷地区和厄勒海峡地区的另一边。

### 运动
马尔默最出名的足球俱乐部是马尔默足球俱乐部，是瑞典足球超级联赛的顶级球队。在1970年代和1980年代达到巅峰时期，他们数次获得联赛冠军。在1979年，他们进入了欧洲杯的决赛，现在成为欧洲足球联合会冠军联赛。之后，他们开始度过了一段低迷期，直到2004年再次获得瑞典足球超级联赛冠军。
第二著名的球队是冰球的马尔默红鹰队，他是由一个百万富翁创建的，成长迅速，于1990年代达到顶峰。

## 文化逸事
- 威廉·巴勒斯创作的Naked Lunch包括了游览马尔默的简短的报告（准确度有争议），描绘这个瑞典的第三大城市非常无趣，绝望的灰色，早上没有提供酒精的地方，并且在市中心有一个公墓。巴勒斯断然决定搭乘第一班船返回哥本哈根。
- 1917年4月，列宁在去彼得格勒的时候经过马尔默，在搭乘去斯德哥尔摩的火车前享用了一顿早餐，并在当地的Savoy宾馆拜访了一些新闻记者。
- 1967年底，披头士乐队的成员保罗·麦卡特尼和乔治·哈里森悄然游览了马尔默，虽然如此，很快被当地的报纸和城市里面的摇滚圈知晓。由于没有带领带，他们去城里最好的饭店之一享用午餐的时候被拒之门外。

## 友好城市
2006年，马尔默一共和11个城市签署了友好城市盟约。其中，和泰恩河畔纽卡斯尔、塔林、基耶蒂、瓦萨关系最为密切。
- 英国泰恩河畔纽卡斯尔 -- 2003年签署合作协议。
- 爱沙尼亚塔林 -- 1989年签署合作协议。
- 芬兰瓦萨 -- 1940年签署合作协议。
- 波蘭什切青 -- 1990年签署合作协议。
- 德国施特拉尔松 --  1991年签署合作协议。
- 義大利佛罗伦萨 --  1989年签署合作协议。
- 義大利基耶蒂 -- 2001年签署合作协议。
- 保加利亚瓦尔纳 --  1987年签署合作协议。
- 中国唐山 --  1987年签署合作协议。
- 阿德莱德 -- 1988年签署合作协议。
- 俄羅斯加里宁格勒 -- ?年签署合作协议。[17])

## 外部资源
- Facts & Figures about Malmö, 2005 – 英语，来自市政府网站，PDF格式
- 2006 demographical statistics – 瑞典语，来自市政府网站